# Софроново (Никольский район)
Софроново — деревня в Никольском районе Вологодской области.
Входит в состав Аргуновского сельского поселения, с точки зрения административно-территориального деления — в Аргуновский сельсовет.
Расстояние по автодороге до районного центра Никольска — 43 км, до центра муниципального образования Аргуново — 1 км. Ближайшие населённые пункты — Мичково, Семенка, Аргуново, Дьячково, Никольское.
По переписи 2002 года население — 38 человек (22 мужчины, 16 женщин). Всё население — русские.